# Xeramoeba salwae
Xeramoeba salwae är en tvåvingeart som beskrevs av El-hawagry 2001. Xeramoeba salwae ingår i släktet Xeramoeba och familjen svävflugor.
Artens utbredningsområde är Egypten. Inga underarter finns listade i Catalogue of Life.